# Добринский (Ханты-Мансийский автономный округ)
Добрина — посёлок в России, находится в Ханты-Мансийском районе, Ханты-Мансийского автономного округа — Югры. Располагается на межселенной территории, находясь в прямом подчинении Ханты-Мансийскому муниципальному району.
Почтовый индекс — 626210.

## Климат
Климат резко континентальный, зима суровая, с сильными ветрами и метелями, продолжающаяся семь месяцев. Лето относительно тёплое, но быстротечное.